# Joseph Schiano di Lombo
 (février 2025).
Joseph Schiano di Lombo est un compositeur et pianiste français né en 1991 à Chambéry. Il est également plasticien et auteur.

## Biographie
Pianiste de formation classique, Joseph Schiano di Lombo passe ensuite par l’École nationale supérieure des Arts décoratifs de Paris, Joseph Schiano Di Lombo se fait remarquer par ses reprises de Jennifer Lopez et de Mylène Farmer à la manière de Satie et Debussy.
Sur son premier album Musique de Niche, dans la collection Méditations du label Cracki Records, il y mari pop et classique, s'adressant directement aux chiens.
En 2021, Joseph Schiano Di Lombo publie son premier roman, un polar sans intrigue intitulé Oxymore (ed. B42).
Il joue à l'Olympia en première partie du spectacle de Panayotis Pascot.
En janvier 2022, il donne six lives publics au 22e et dernier étage de la Maison de la Radio et de la Musique. Seul sur scène, dans une quasi-obscurité et éclairé par les seules lumières de la ville, il enregistre le dernier live, fruit de ses différentes expériences in situ et en fait le disque : THE 22ND FLOOR.
L'album Trio for Untuned Piano, Winged Singers and Whoever Wants to Join est conçu en une seule prise dans les montagnes de Corse, album singulier enregistré en compagnie d’une brodeuse, l’artiste Eva Moari (qui en fait la pochette), il le décrit comme « une heure d’improvisation avec les oiseaux et les bourdons dans une forêt de montagne corse ».
La même année, il compose la musique de l'installation GUT CITY PUNCH de Théo Mercier and Céline Peychet, Prix du Jury de la Quadriennale de Prague 2023, dont ils sortent le disque des musiques.
En 2025, avec Bonnie Banane, ils présentent à l'Hyper Weekend Festival, un duo voix et orgue intitulé Orguasme autour de chansons paillardes qui sortira en enregistrement quelques mois plus tard,. Puis il sort Le tact, son quatrième album, qu'il présente en live à la Fondation Henri Cartier-Bresson et dans lequel il joue également de la clarinette.

## Publications
- Oxymore, editions B42, 2021